# Ercole Baldini
Ercole Baldini (født 26. januar 1933, død 1. december 2022) var en tidligere italiensk professionel landevejscykelrytter.
Som amatør havde han en fantastisk sæson i 1956, hvor han individuelt forfølgelsesløb og satte ny verdensrekord i timekørsel.
Ved OL 1956 i Melbourne stillede han op i landevejsløbet, og med sin hidtidige gode sæson var han favorit. Han sørgede for at holde sig forrest i feltet, så han kunne kontrollere udbruddene, og da der manglede omkring 50 km, stak han selv af og holdt sit soloudbrud til mål, hvor han var næsten to minutter foran de næste; franske Arnaud Geyre vandt sølv og briten Alan Jackson bronze. Efter løbet blev der nedlagt protest fra fransk og britisk side mod Baldini, idet de hævdede, at han havde fået hjælp af en en bil med fotografer. Protesten blev dog afvist, så Baldini kunne blive kåret som olympisk mester. Holdløbet blev dette år afgjort ud fra placeringerne af de fire bedste fra hvert land, og her endte Italien på en fjerdeplads.
Senere samme år blev han professionel, og han forbedrede timerekorden igen året efter. Han havde også en god sæson i 1958, hvor han vandt den samlede sejr i Giro d'Italia og blev verdensmester. Men overordnet set opnåede han dog ikke helt den succes, tilhængerne havde håbet. Han kæmpede i lange perioder med vægtproblemer og stod noget i skyggen af Fausto Coppi. Han indstillede karrieren i 1964, dels på grund af vægtproblemer, dels på grund af komplikationer efter en blindtarmsoperation.